# Кејнсов модел
Кејнсов модел (кејнсијанство) претпоставља да су цене костантне и да промене укупних трошкова одређују равнотежу националног дохотка, односно националне производње. Крива агрегатне понуде је хоризонтална линија са фиксним нивоом цена, те промене у агрегатној тражњи изазивају промене у реалном дохотку. С обзиром, да привреда није увек у равнотежи, по економистима кејнзијанске провенијенције, држава мора имати активну улогу у процесу успостављања равнотеже, тј. да се стабилизује укупна тражња и избегне рецесија. Ту је најосетљивија макроекономска варијабла – инвестиције. 
Џон Мејнард Кејнс истиче да камата утиче на инвестиције и штедњу, а њена висина зависи од понуде и тражње новца. По њему, агрегатна тражња мора бити једнака агрегатној понуди. То се постиже када је штедња једнака инвестицијама.